# Radomír Brázda
Radomír Brázda (* 11. října 1967 Pardubice) je bývalý český hokejista, známý jako důrazný obránce. V současné době[kdy?] působí jako trenér v týmu HC Spartak Choceň.

## Klubová kariéra
Byl odchovancem Pardubic, s nimiž získal mistrovský titul v sezóně 1986/87. V roce 1987 byl draftován klubem Detroit Red Wings, legální odchod do zámoří mu však nebyl povolen a emigrovat nechtěl. V letech 1988–1990 absolvoval základní vojenskou službu v HC Dukla Trenčín. Další dvě sezóny hrál opět v Pardubicích, v roce 1992 přestoupil do Stadionu Hradec Králové. V prodloužení rozhodujícího zápasu play-off 1. národní ligy 1992/93 na půdě Třince vstřelil branku, která rozhodla o historicky prvním postupu Hradce do nejvyšší soutěže. V roce 1994 přestoupil do týmu extraligového nováčka HC Slavia Praha, v letech 1995 až 1997 se vrátil do Pardubic, kde byl kapitánem. V závěru kariéry hrál v nižších soutěžích za Znojemské orly, HC Prostějov, HC Uničov a SC Kolín, krátce působil také v Nizozemsku.

## Reprezentační kariéra
Reprezentoval na mistrovství Evropy juniorů v ledním hokeji 1985 (3. místo) a na domácím Mistrovství světa juniorů v ledním hokeji 1987 (2. místo), kde vstřelil po jedné brance v zápasech proti Švédsku a Polsku. V seniorské reprezentaci Československa odehrál v letech 1987 až 1991 dvanáct zápasů.

## Trenérská kariéra
Poté, co skončil s hokejem, pracoval v Itálii v jablečném sadu. V letech 2014–2015 trénoval HC Skuteč, v roce 2017 se stal trenérem HC Spartak Choceň.